# 1382
Rok 1382 (MCCCLXXXII) byl nepřestupný rok, který dle juliánského kalendáře započal středou. 
Podle židovského kalendáře došlo k přelomu let 5142 a 5143, podle islámského kalendáře započal dne 25. března rok 784. 

## Události

### Česko
- 20. ledna – Česká princezna Anna Lucemburská, dcera krále Karla IV., se sňatkem s anglickým králem Richardem II., stává novou anglickou královnou. Sňatek trval do její smrti v roce 1395, z manželství nevzešli žádní potomci.

neznámé datum
- První písemná zmínka o obcích Načešice, Líšný, Ostroměř, Borovnice a Ludmírov

### Svět
- 12. května – Karel z Durazza popravuje vězněnou Johanu I. Neapolskou a na trůnu ji střídá jako Karel III. Neapolský.
- 21. května – Zemětřesení v Calaiské úžině: Odhadovaná síla zemětřesení 6 stupňů magnitudy, intenzita 7-8 Mercalliho stupnice. Poničena jsou belgická města Ypry, Bruggy, Lutych a Gent, dále jsou zaznamenány škody v anglickém hrabství Kent a v Londýně, konkrétně na Westminsterském opatství.
  - Učení anglického teologa Jana Viklefa je posuzováno londýnskou synodou. Během jednání udeřilo zemětřesení a tato synoda vešla ve známost jako "zemětřesná synoda".
- Srpen – Ikonická malba Černá madona čenstochovská je převezena z Jeruzaléma do kláštera Jasná Hora v Polsku.
- Září – Události následující smrt polského a uherského krále Ludvíka I. Velikého:
  - Ludvíkova dcera Marie je korunována uherskou královnou
  - Poláci si nepřejí, aby jim vládnul Mariin snoubenec, budoucí císař Svaté říše římské, Zikmund Lucemburský. Vybrali si jako svou vládkyni Mariinu mladší sestru, Hedviku. Po dvouletém vyjednávání se Hedvika opravdu stala polskou královnou.
- 30. září – Obyvatelé města Terst (dnešní severní Itálie) věnují své město rakouskému vévodovi Leopoldu III. Habsburskému.
- Říjen – Jakub I. nahrazuje na kyperském trůně svého synovce Petra II.
- 20. října – V Anglii je založena Wincesterská univerzita.
- 27. listopadu – Bitva u Roosebeke: Francouzská armáda pod vedením Ludvíka II. Flanderského poráží Flemingy.

neznámé datum
- Osmanská říše dobývá bulharské město Sofii
- Balša II. z knížectví Zeta přebírá nadvládu nad územím dnešní Albánie
- Litevský velkokníže Kęstutis je uvězněn dřívějším velkoknížetem Vladislavem II. Jagellem při setkání s ním za účelem jednání. Kęstutis je následně zavražděn a Vladislav znovu získává vládu nad Litvou.
- Džalájirovský sultanát (Západní Persie) – Ahmad sesazuje z trůnu svého bratra Hussaina

## Narození

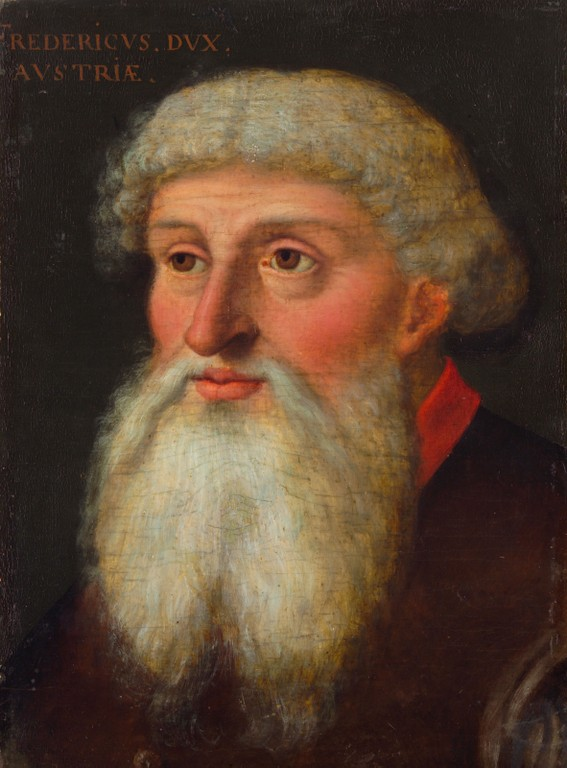
Fridrich IV. Habsburský (* 1382)

- Fridrich IV. Habsburský, vévoda tyrolský († 24. června 1439)
- Beatrix, hraběnka z Arundelu, nemanželská dcera portugalského krále Jana I. († listopad 1439)
- Jan I., pán z Monaka, svobodný pán monacký († 1454)
- Erik VII. Pomořanský, král norský, dánský a švédský († 16. června 1459)
- Taccola, italský polyhistor, výtvarník a inženýr rané renesance († asi 1453)

## Úmrtí
- 5. ledna – Filipa, 5. hraběnka z Ulsteru (* 16. srpna 1355)
- 6. ledna – Basalawarmi, mongolský politik (* ?)
- 8. února – Blanka Francouzská, vévodkyně orleánská (* 1. dubna 1328)
- 29. března – Alžběta Namurská, falcká kurfiřtka (* 1329/1340)
- 9. května – Markéta Burgundská, hraběnka z Flander, Rethelu, Nevers, Artois a Burgundska (* 1309/1310)
- 11. července – Mikuláš Oresme, francouzský scholastický učenec, teolog a biskup (* mezi 1320–1330)
- 13. srpna – Eleonora Aragonská, kastilská královna (* 20. února 1358)
- 15. srpna – Kęstutis, litevský velkokníže (* asi 1300)
- 10. září – Ludvík I., uherský a polský král (* 5. března 1326)
- 17. září – Císařovna Ma, čínská císařovna říše Ming (* 1332)
- 18. října – James Butler, 2. hrabě z Ormonde, irský šlechtic (* 4. října 1331)

neznámé datum
- Boleslav III. Opolský, opolský a střelecký kníže (* ?)

## Hlava státu
- České království –Václav IV.
- Moravské markrabství – Jošt Moravský
- Svatá říše římská – Václav IV.
- Papež – Urban VI. a Klement VII. (vzdoropapež)
- Anglické království – Richard II.
- Francouzské království – Karel VI. Šílený
- Polské království – Ludvík I. Uherský » Hedvika z Anjou
- Uherské království – Ludvík I. Uherský » Marie Uherská
- Lucemburské vévodství – Václav Lucemburský
- Byzantská říše – Jan V. Palaiologos